# Luís de Sousa Faria e Melo
Luís de Sousa Faria e Melo (Viana do Alentejo, Viana do Alentejo, bap. 29 de Setembro de 1820 - ?) foi um político português.

## Família
Filho de José de Sousa Faria e Melo (Viana do Alentejo, Viana do Alentejo, bap. 8 de Março de 1784 - 3 de Janeiro de 1848) e de sua mulher (Viana do Alentejo, Viana do Alentejo, 17 de Agosto de 1807) Maria Joana Cardoso de Morais Cabral (Viana do Alentejo, Viana do Alentejo, bap. 25 de Setembro de 1785 - 3 de Janeiro de 1848), Senhora do Morgado de Santa Catarina, em Estremoz.

## Biografia
Deputado às Cortes.

## Casamento e descendência
Casou em Viana do Alentejo, Viana do Alentejo, a 13 de Março de 1845 com Maria Inácia Fernandes (Reguengos de Monsaraz, Nossa Senhora da Caridade (hoje parte de Reguengos de Monsaraz, bap. 15 de Março de 1829 - ?), filha de Miguel José Fernandes (Évora, São Marcos da Abóbada - ?) e de sua mulher Josefa Rosado (Reguengos de Monsaraz, Nossa Senhora da Caridade - ?), com geração.